# Trogon citreolus
Trogon citreolus là một loài chim trong họ Trogonidae.